# Theophil Edvard Hansen

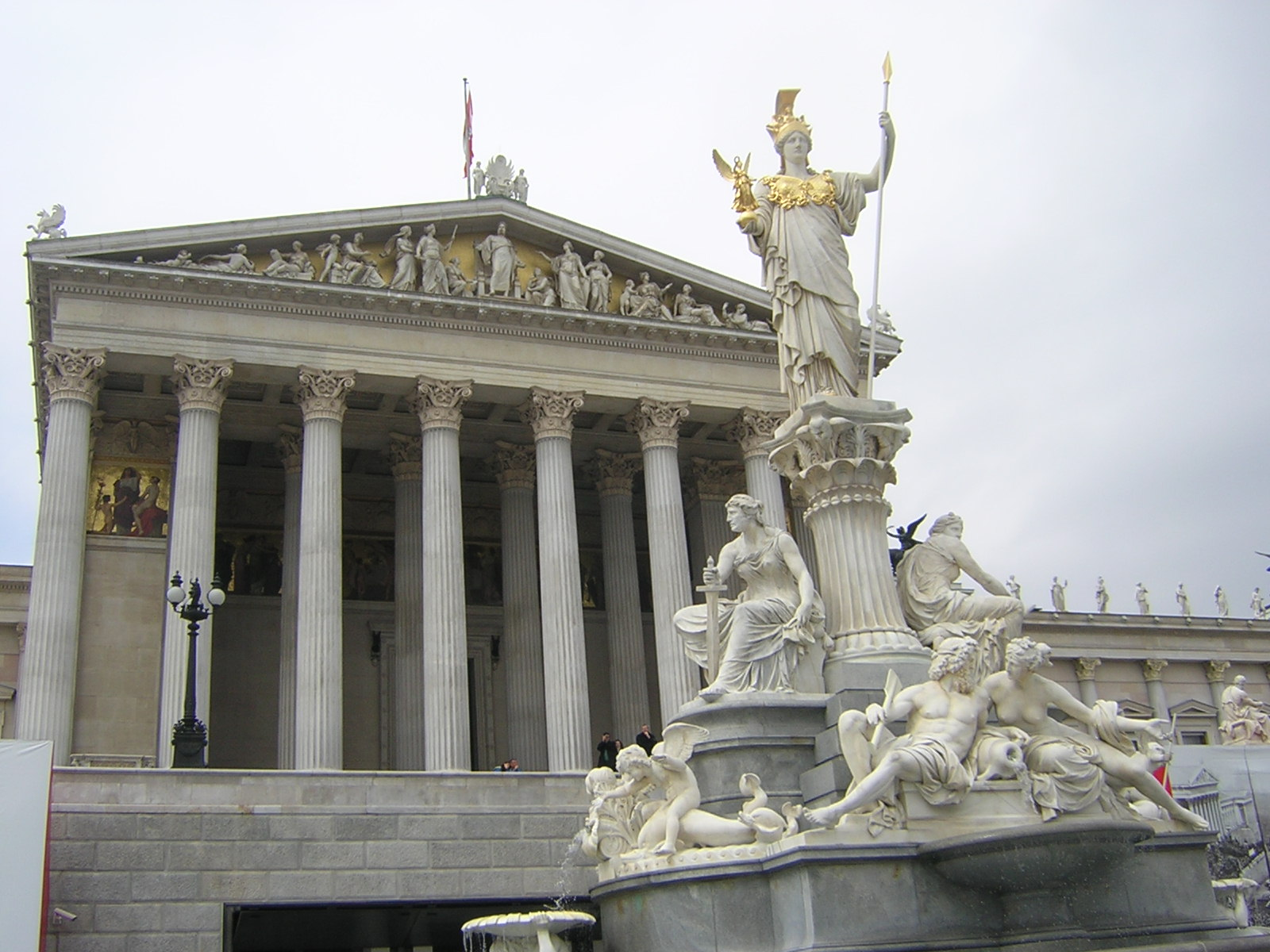
Budynek parlamentu w Wiedniu

Baron Theophil Edvard von Hansen (duń. Theophilus Hansen; ur. 13 lipca 1813 w Kopenhadze, zm. 17 lutego 1891 w Wiedniu) – duński architekt. Sławę uzyskał jako architekt wiedeński; wybitny przedstawiciel neoklasycyzmu.
Pierwsze nauki pobierał u Karla Friedricha Schinkla oraz na studiach w Wiedniu. W 1837 roku wyjechał do Aten, gdzie kontynuował studia w dziedzinie architektury i projektowania ze szczególnym uwzględnieniem architektury bizantyjskiej. W Atenach zaprojektował budynek Obserwatorium Narodowego oraz budynki Akademii Ateńskiej i Grecką Bibliotekę Narodową. W 1846 roku powrócił do Wiednia, gdzie rozpoczął praktykę u austriackiego architekta Ludwiga Förstera.
Odznaczony Orderem Maksymiliana (1875). W 1884 roku cesarz Franciszek Józef nadał Hansenowi tytuł barona.